# Killian
Killian is een plaats (village) in de Amerikaanse staat Louisiana, en valt bestuurlijk gezien onder Livingston Parish.

## Demografie
Bij de volkstelling in 2000 werd het aantal inwoners vastgesteld op 1053.
In 2006 is het aantal inwoners door het United States Census Bureau geschat op 1310, een stijging van 257 (24.4%).

## Geografie
Volgens het United States Census Bureau beslaat de plaats een oppervlakte van
28,8 km², waarvan 28,7 km² land en 0,1 km² water. Killian ligt op ongeveer 1 m boven zeeniveau.

## Plaatsen in de nabije omgeving
De onderstaande figuur toont nabijgelegen plaatsen in een straal van 24 km rond Killian.